# Iglesia ortodoxa de San Jorge (Budapest)
La iglesia de San Jorge de rito ortodoxo serbio, en Budapest, Hungría data de 1733 siendo realizada por el arquitecto salzburgués Andreas Mayerhoffer. Budapest acogía desde el siglo XVI una importante colectividad serbia huida de la persecución otomana. La iglesia guarda interiormente una división espacial entre hombres y mujeres a través de una barandilla de madera y un escalón, y muestra un armónico estilo barroco, con suaves tonos amarillos al exterior, encontrándose sobre la esquina que da a la calle una hornacina que muestra una imagen del santo titular vencedor sobre el dragón. Destaca dentro del templo un bello iconostasis de mediados del siglo XIX.